# Drew Tyler Bell
Drew Tyler Bell (ur. 29 stycznia 1986 w stanie Indiana) – amerykański aktor i tancerz.

## Życiorys
Urodzony w stanie Indiana, swoje dzieciństwo spędził w stanie Ohio. Ukończył Barbizon Modeling and Acting School w Akron w Ohio. Naukę kontynuował w David Nazarian College of Business and Economics na California State University w Northridge. Uzyskał tytuł MBA w Booth School of Business na University of Chicago. Występował w regionalnych produkcjach teatralnych i zespołach tanecznych, zanim zdecydował się na karierę w Hollywood. 
Brał udział w licznych reklamach telewizyjnych. Mając piętnaście lat zadebiutował na dużym ekranie w roli Marty’ego w komediodramacie Bez Charliego (Without Charlie, 2001) z Judy Greer. Od 9 stycznia 2004 do grudnia 2005, od 2006 do 10 czerwca 2009 i od 11 czerwca 2009 do 27 sierpnia 2010 występował w roli Thomasa Hamiltona Forrestera, syna Ridge’a Forrestera (Ronn Moss) i Taylor Hayes (Hunter Tylo) w operze mydlanej CBS Moda na sukces (The Bold and the Beautiful), za którą w 2005 był nominowany do nagrody Soap Opera Digest i w 2010 zdobył nagrodę Emmy. 
W 2006 zagrał rolę Hanschena na scenie Broadwayu w musicalu Przebudzenie wiosny.

## Życie prywatne
1 maja 2009 na planie Mody na sukces oświadczył się swojej dziewczynie Sarah Grunau, z którą zawarł związek małżeński 2 sierpnia 2009.

## Filmografia

### Filmy
- 2001: Bez Charliego (Without Charlie) jako Marty
- 2003: Smakosz 2 (Jeepers Creepers II) jako Jonny Young
- 2006: State’s Evidence jako Rick
- 2007: Najlepszy strzał (Her Best Move) jako Josh
- 2007: Ciemność rusza do boju (The Seeker: The Dark Is Rising) jako James Stanton

### Seriale
- 2003: Agent przyszłości (Jake 2.0) jako Jerry Foley
- 2004–2010: Moda na sukces jako Thomas Forrester
- 2006: Impas (Standoff) jako Chuck Langdon
- 2006: Mad TV jako koszykarz
- 2008: Gotowe na wszystko (Desperate Housewives) jako Charlie
- 2008: 90210 jako zagraniczny facet od samochodów
- 2008: Pośrednik (The Middleman) jako Pip
- 2009: CSI: Kryminalne zagadki Miami (CSI: Miami) jako Steve Emerson
- 2009: CSI: Kryminalne zagadki Las Vegas (CSI: Crime Scene Investigation) jako Max Stanton
- 2010: Giganci (Gigantic) jako Trip
- 2010: CSI: Kryminalne zagadki Nowego Jorku (CSI: NY) jako Alex Contoursi